# 행정공간정보화연구소
행정공간정보화연구소는 부경대 환경·해양과학기술연구원 산하 기관으로서 대한민국 내에서는 처음으로 행정정보와 공간정보를 융합한 국가정보화 및 전자정부 종합연구소이다.

## 추진사업
빅 데이터와 클라우드 컴퓨팅을 기반으로 한 공공 데이터 사업, 공간정보사업, 공공정보사업, 정보보안사업, 국가정보사업

## 활동
국내에서 처음으로 CARICOM 회원국인 15개국의 아이티, 벨리즈, 가이아나, 앤티가바부다, 도미니카연방, 수리남, 그레나다, 자메이카, 세인트 키츠네비스, 세인트 루시아, 세인트 빈센트 그레나딘, 트리나드토바고, 바베이도스, 바하마, 몬세라, CARICOM 사무국 직원들 대상으로 빅데이터 기반 한국 전자정부 해외수출 위한 연수를 실시했다.